# Honda Zest

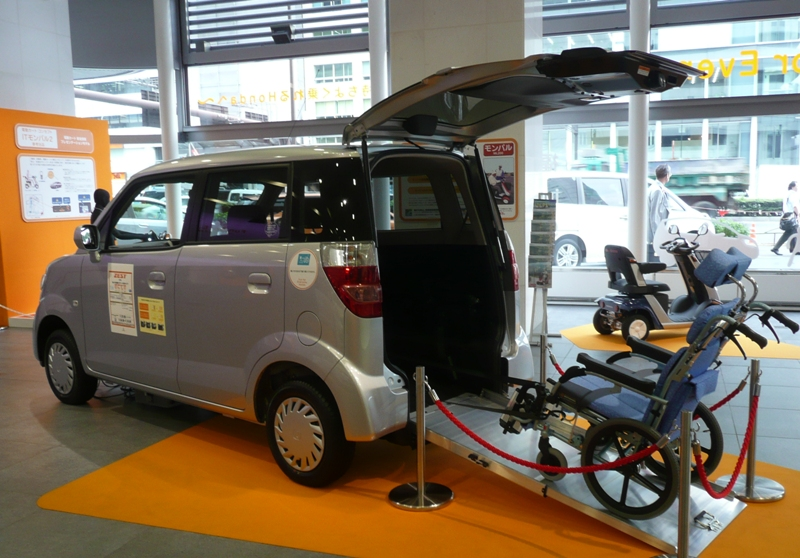
Honda Zest - tył

Honda Zest – mały samochód osobowy typu hatchback produkowany od 2006 roku przez japoński koncern Honda. Auto należy do segmentu kei-car. Do napędu służy turbodoładowany czterocylindrowy silnik o pojemności 659 cm³. Model dostępny jest w trzech wersjach, Zest, Zest Sports oraz Zest Spark. Auto jest sprzedawane wyłącznie w Japonii. Od 2008 roku oferowana jest wersja Zest Spark, w latach 2006-2008 produkowano także wariant Zest Sport.